# Castelmantova
Das Castelmantova ist eine Burg in Campremoldo Sotto, einem Ortsteil der Gemeinde Gragnano Trebbiense in der italienischen Emilia-Romagna. Die Burg liegt in der offenen Poebene am rechten Ufer des Luretta-Baches.

## Geschichte
An der Stelle, an der heute die Burg steht, gab es eine frühere Befestigung, die vermutlich aus dem 13. Jahrhundert stammte und die auch in die Kämpfe zwischen Guelfen und Ghibellinen verwickelt war; in den 1220er-Jahren wurde sie von den Guelfen erobert und geplündert; schließlich wurde sie sogar angezündet. Von diesem Gebäude ist heute keinerlei Spur mehr erhalten. Anfang des 15. Jahrhunderts erhielt Francesco Borla, der Leibarzt des Herzogs von Mailand, von diesem die Erlaubnis, die Festung wieder aufbauen zu lassen.
Die Burg, die 1636 in Folge militärischer Operationen, in die sie verwickelt war, in Brand gesteckt wurde, blieb bis zum Tod von Giovanni Battista Borla im selben Jahr Eigentum der Familie Borla. Dann übernahm sie die herzoglichen Liegenschaftsverwaltung der Farneses und 1658 wurde die Abgabe an Giovanni Pietro Savini autorisiert, der die Burg für sich und für Giulia del Sole kaufte, die die Vormundschaft für Savinis Kinder innehatte. Zwei Jahre später wurde die Burg von Del Sole an Gian Giacomo Civardi verkauft, der Restaurierungsarbeiten einleitete.
Die Burg blieb bis 1854 in Besitz der Grafen Civardi und wurde dann von Giacomo Civardi an Carlo Besini, einen Adligen aus Modena, verkauft, der in Mantua residierte und sie zur Erinnerung an die lombardische Stadt in „Castelmantova“ umbenannte. Anfang des 20. Jahrhunderts gelangte das Gebäude in das Eigentum der Herren Sutti-Guasconi, die es bis 1925 behielten und dann an Carlo Prati veräußerten.

## Beschreibung
Der Komplex, der im Laufe der Jahrhunderte grundlegend umgebaut worden ist, hat einen quadratischen Grundriss mit zwei diagonal an den Ecken angeordneten Türmen. Von der ursprünglichen Burgstruktur sieht man heute noch die Reste der Schlupftür mit Zugbrücke im südlichen Turm, einige Kanonen und einen Teil der Cordonatura a Toro entlang des Burggrabens, die entlang der Süd- und Ostseite des Baus noch in den letzten Jahren des 18. Jahrhunderts dokumentiert ist. Die Reste der Zugbrücke ist eines der wenigen Elemente, die heute noch vom ursprünglichen Bau zu sehen sind.
Die Burg hat einen Innenhof mit Vorhalle und Loggia auf drei der vier Seiten, sowohl im Erdgeschoss als auch im ersten Obergeschoss. Die Zwischenräume zwischen den Säulen sind mit toskanischen Lisenen versehen, die die Aufgabe hatten, die Architrave zu stützen, deren erster als Brüstung des Obergeschosses dient, während der zweite die Stütze für das Traufgesims bildet.
Die Burg ist von einem Park umgeben, in dem eine barocke Kapelle mit einer Doppelreiche von Lisenen liegt, in deren Inneren es einige Gemälde gibt, die vom Maler Giovan Battista Ferrari 1885 geschaffen wurden und einige Familienmitglieder der Besinis zeigen und darüber hinaus einige Bauern.